# Jim Herzfeld
 (janvier 2016).
Si vous disposez d'ouvrages ou d'articles de référence ou si vous connaissez des sites web de qualité traitant du thème abordé ici, merci de compléter l'article en donnant les références utiles à sa vérifiabilité et en les liant à la section « Notes et références ».
Pour les articles homonymes, voir Herzfeld.
Jim Herzfeld est un scénariste et producteur de télévision américain.

## Biographie
Jim Herzfeld est le co-scénariste, avec John Hamburg, de la série de films Mon beau-père.

## Filmographie

### Cinéma
- 1998 : Meet the Deedles de Steve Boyum
- 2000 : Mon beau-père et moi (Meet the Parents) de Jay Roach
- 2004 : Mon beau-père, mes parents et moi (Meet the Fockers) de Jay Roach